# Canato de Quiva
O Canato de Quiva (em persa: خانات خیوه; em usbeque: خیوه خانلیگی) foi um Estado uzbeque da Ásia Central que existiu na região histórica de Corásmia entre 1515 e 1920, com exceção de um período de ocupação persa por Nader Xá entre 1740-1746. Os cãs eram descendentes patrilineares de Xibã, o quinto filho de Jochi e neto de Gengis Cã. Centrado nas planícies irrigadas pelo Amu Dária inferior, ao sul do Mar de Aral, com a capital na cidade de Quiva, o país foi governado pelos cungrados. Abrangia o atual território do oeste do Uzbequistão, Cazaquistão e sudoeste do Turcomenistão muito antes da chegada dos russos no segunda metade do século XIX.
Em 1873, o Canato de Quiva foi muito reduzido em tamanho e se tornou um protetorado russo. Após a Revolução Russa de 1917, Quiva teve uma revolução também, e em 1920 o Canato foi substituído pela República Soviética Socialista de Corásmia. Em 1924, a área foi formalmente incorporada à União Soviética e atualmente é principalmente parte do Caracalpaquistão e da Província da Corásmia no Uzbequistão.